# Basse-Terre
Basse-Terre (phát âm tiếng Pháp: [bɑstɛʁ]) là một thị xã của tỉnh hải ngoại Guadeloupe của Pháp thuộc nhóm đảo Tiểu Antilles. Đây cũng là thủ phủ của Guadeloupe. Đô thị này nằm trên đảo Basse-Terre, nửa phía tây của Guadeloupe.
Mặc dù là thủ đô hành chính nhưng Basse-Terre chỉ là đô thị lớn thứ hai ở Guadeloupe sau Pointe-à-Pitre. Khu vực đô thị của nó có dân số 44.864 người vào năm 2012 (11.534 người sống khu vực nội thị)

## Địa lý
Basse-Terre nằm ở góc phía tây nam của phần Basse-Terre của đảo Guadeloupe, nằm cách 100 km về phía bắc của Dominica và cách 450 km về phía đông nam của Puerto Rico. Thị xã này nằm dưới chân của núi lửa Soufrière và được kết nối với phần còn lại của hòn đảo bằng ba con đường chính:
- Quốc lộ 1: Đi ra khỏi thị xã ở phía nam trên bờ biển và tiếp tục chạy vào trong đất liền để tới Gourbeyre, sau đó chạy xung quanh bờ biển để tới Pointe-à-Pitre ở Grande-Terre.
- Quốc lộ 2: Con đường đi về phía bắc dọc theo bờ biển và tiếp tục đi theo ven biển để hợp với quốc lộ 1 tại Baie-Mahault
- Quốc lộ 3: Xuyên suốt chiều dài của thị xã và đi vào đất liền tới Saint-Claude.

Basse-Terre có một trạm hàng hải tiếp nhận tàu du lịch và có dịch vụ phà đến Îles des Saintes.

## Những người con của thành phố
- Marie-José Perec, nữ vận động viên điền kinh, huy chương Thế Vận Hội